# Trachystola puncticollis
Trachystola puncticollis är en skalbaggsart som beskrevs av Fisher 1935. Trachystola puncticollis ingår i släktet Trachystola och familjen långhorningar. Inga underarter finns listade i Catalogue of Life.